# Comtat de Mahnomen
El comtat de Mahnomen (məˈnoʊmən) és un comtat dels Estats Units a l'estat de Minnesota. El 2010 la població era de 5.413 habitants. La seva seu és Mahnomen. El comtat sencer és part de la reserva índia de White Earth dels Chippewa de Minnesota essent l'únic comtat de Minnesota enterament dins d'una reserva índia.

## Geografia
D'acord amb el cens dels Estats Units del 2000, el comtat té una àrea total de 582,99 milles quadrades, de les quals 556.14 (95,39%) és terra ferma i 26,85 (4,61%) és aigua.
Principals carreteres
- U.S. Highway 59
- Minnesota State Highway 113
- Minnesota State Highway 200

Comtats adjacents
|                  | Comtat de Polk   |                      |
| Comtat de Norman |                  | Comtat de Clearwater |
|                  | Comtat de Becker |                      |

## Demografia

Piràmide de població dels residents al comtat segons el cens del 2000

D'acord al cens del 2000 hi havia 5.190 habitants, 1.969 domicilis, i 1.366 families residint al comtat.
La densitat de població era de 9 persones per milla quadrada (4/km²). Hi havia 2.700 unitats de coberta en una densitat mitjana de 5 habitants per milla quadrada (2/km²). La composició racial, segons les categories emprades pel cens, del comtat era 62,85% blancs (3262 persones) 0,13% negre o afroamericà (7 persones), 28,55% nadius americans (1482 persones), 0,06% asiàtics (3 persones), 0,31% d'altres races (16 persones), i 8,09% (420 persones) a partir de dues o més races. El 0,89% de la població (46 persones) eren hispans o llatins de qualsevol raça. 29,4% (1525 persones) eren d'ascendència alemanya i el 17,0% (882 persones) l'ascendència noruega d'acord amb el cens de 2000.
Hi havia 1.969 cases fora de les quals 32,40% tenien menors de 18 anys que vivien amb ells, 51,60% eren parelles casades que viuen juntes, 11,60% tenien un cap de família femení sense presència del marit i 30,60% no eren famílies. El 27,00% de totes les cases eren formades per individus i un 14,90% tenien alguna persona anciana de 65 anys o més. La grandària mitjana de la casa era 2,60 habitants i la grandària de la família era 3,14 persones.
Al comtat la població es repartia de la següent manera: 29,20% menors de 18 anys, 20,07% de 18 a 24, 23,50% de 25 a 44, el 23,40% de 45 a 64, i el 16,70% té més de 65 anys o més. L'edat mediana era de 38 anys. Per cada 100 dones hi havia 102,90 homes. Per cada 100 dones majors de 18 anys, hi havia 98,40 homes.
La renda mediana per casa al comtat era de $ 30.053, i la renda mediana per família era de $ 35.500. Els homes tenien una renda mediana de 23.614 $ contra $ 21.000 per a les dones. La renda per capita del comtat era de 13.438 $. Sobre d' 11,80% de les famílies i 16,70% de la població estaven per sota de la llindar de pobresa, incloent el 21,30% dels menors de 18 anys i 15,30% de les persones majors de 65 anys.